# Medaliści mistrzostw świata w kajakarstwie – kajaki kobiet
Lista medalistek mistrzostw świata w kajakarstwie w kajakach kobiet.

## Konkurencje obecnie rozgrywane

### 200 m K1
| Rok i miejsce    | Złoto           | Srebro              | Brąz                    |
| ---------------- | --------------- | ------------------- | ----------------------- |
| 1994 Meksyk      | Rita Kőbán      | Anna Olsson         | Caroline Brunet         |
| 1995 Duisburg    | Rita Kőbán      | Caroline Brunet     | Anna Olsson             |
| 1997 Dartmouth   | Caroline Brunet | Josefa Idem         | Jacqui Mengler          |
| 1998 Segedyn     | Caroline Brunet | Josefa Idem         | Éva Dónusz              |
| 1999 Mediolan    | Caroline Brunet | Josefa Idem         | Rita Kőbán              |
| 2001 Poznań      | Karen Furneaux  | Elżbieta Urbańczyk  | Szilvia Szabó           |
| 2002 Sewilla     | Teresa Portela  | Caroline Brunet     | Elżbieta Urbańczyk      |
| 2003 Gainesville | Caroline Brunet | Teresa Portela      | Tímea Paksy             |
| 2005 Zagrzeb     | Teresa Portela  | Szilvia Szabó       | Karen Furneaux          |
| 2006 Segedyn     | Tímea Paksy     | Špela Ponomarenko   | Karen Furneaux          |
| 2007 Duisburg    | Natasa Janics   | Anne Rikala         | Špela Ponomarenko       |
| 2009 Dartmouth   | Natasa Janics   | Marta Walczykiewicz | Anne-Laure Viard        |
| 2010 Poznań      | Natasa Janics   | Inna Osypenko       | Shinobu Kitamoto        |
| 2011 Segedyn     | Lisa Carrington | Marta Walczykiewicz | Inna Osypenko-Radomska  |
| 2013 Duisburg    | Lisa Carrington | Marta Walczykiewicz | Špela Ponomarenko Janić |
| 2014 Moskwa      | Lisa Carrington | Marta Walczykiewicz | Nikolina Moldovan       |

### 200 m K2
| Rok i miejsce    | Złoto                                    | Srebro                                  | Brąz                                     |
| ---------------- | ---------------------------------------- | --------------------------------------- | ---------------------------------------- |
| 1994 Meksyk      | Rita Kőbán Éva Laky                      | Birgit Schmidt Daniela Gleue            | Barbara Hajcel Elżbieta Urbańczyk        |
| 1995 Duisburg    | Corrina Kennedy Marie-Josée Gibeau       | Susanne Rosenqvist Susanne Gunnarsson   | Łarisa Kosorukowa Tatjana Tiszczenko     |
| 1997 Dartmouth   | Birgit Fischer Anett Schuck              | Izabela Dylewska Elżbieta Urbańczyk     | Natalja Gulij Jelena Tisina              |
| 1998 Segedyn     | Marie-Josée Gibeau-Ouimet Karen Furneaux | Kinga Dekany Rita Kőbán                 | Beatriz Manchón Izaskun Aramburu         |
| 1999 Mediolan    | Izaskun Aramburu Beatriz Manchón         | Beata Sokołowska Aneta Pastuszka        | Éva Dónusz Éva Laky                      |
| 2001 Poznań      | Beatriz Manchón Sonia Molanes            | Beata Sokołowska Aneta Pastuszka        | Kinga Dekany Erzsébet Viski              |
| 2002 Sewilla     | Sonia Molanes Beatriz Manchón            | Aneta Pastuszka Joanna Skowroń          | Bonka Pindzewa Deljana Daczewa           |
| 2003 Gainesville | Tímea Paksy Melinda Patyi                | Teresa Portela Beatriz Manchón          | Aneta Pastuszka Beata Sokołowska-Kulesza |
| 2005 Zagrzeb     | Katalin Kovács Natasa Janics             | Teresa Portela Jana Šmidáková           | Birgit Fischer Fanny Fischer             |
| 2006 Segedyn     | Katalin Kovács Natasa Janics             | Katrin Wagner-Augustin Fanny Fischer    | Anne Rikala Jenni Honkanen               |
| 2007 Duisburg    | Fanny Fischer Nicole Reinhardt           | Martina Kohlová Ivana Kmeťová           | Dorota Kuczkowska Marta Walczykiewicz    |
| 2009 Dartmouth   | Natasa Janics Katalin Kovács             | Fanny Fischer Nicole Reinhardt          | Ivana Kmeťová Martina Kohlová            |
| 2010 Poznań      | Natasa Janics Katalin Kovács             | Marta Walczykiewicz Ewelina Wojnarowska | Ivana Kmeťová Martina Kohlová            |
| 2011 Segedyn     | Katalin Kovács Danuta Kozák              | Franziska Weber Tina Dietze             | Beata Mikołajczyk Aneta Konieczna        |
| 2013 Duisburg    | Franziska Weber Tina Dietze              | Karolina Naja Beata Mikołajczyk         | Nikolina Moldovan Olivera Moldovan       |
| 2014 Moskwa      | Anna Kárász Ninetta Vad                  | Franziska Weber Tina Dietze             | Marharyta Ciszkiewicz Maryna Litwinczuk  |

### K-1 4 × 200 m relay
| Rok i miejsce  | Złoto                                                                                    | Srebro                                                                                    | Brąz                                                                                        |
| -------------- | ---------------------------------------------------------------------------------------- | ----------------------------------------------------------------------------------------- | ------------------------------------------------------------------------------------------- |
| 2009 Dartmouth | Niemcy · Fanny Fischer · Nicole Reinhardt · Katrin Wagner-Augustin · Conny Waßmuth       | Węgry · Tímea Paksy · Katalin Kovács · Krisztina Fazekas · Natasa Janics                  | Kanada · Kia Byers · Emilie Fournel · Genevieve Orton · Karen Furneaux                      |
| 2010 Poznań    | Niemcy · Conny Waßmuth · Nicole Reinhardt · Katrin Wagner-Augustin · Tina Dietze         | Węgry · Natasa Janics · Zomilla Hegyi · Ninetta Vad · Tímea Paksy                         | Rosja · Natalja Łobowa · Anastasija Siergiejewa · Natalja Proskurina · Anastasija Panczenko |
| 2011 Segedyn   | Niemcy · Nicole Reinhardt · Conny Waßmuth · Tina Dietze · Carolin Leonhardt              | Rosja · Natalja Łobowa · Anastasija Siergiejewa · Natalja Proskurina · Swietłana Kudinowa | Polska · Marta Walczykiewicz · Karolina Naja · Aneta Konieczna · Ewelina Wojnarowska        |
| 2013 Duisburg  | Węgry · Natasa Dusev-Janics · Ninetta Vad · Krisztina Fazekas Zur · Danuta Kozák         | Polska · Karolina Naja · Edyta Dzieniszewska · Ewelina Wojnarowska · Marta Walczykiewicz  | Rosja · Natalja Podolska · Jelena Polakowa · Natalja Łobowa · Natalja Proskurina            |
| 2014 Moskwa    | Polska · Edyta Dzieniszewska · Karolina Naja · Marta Walczykiewicz · Ewelina Wojnarowska | Węgry · Natasa Janics · Zomilla Hegyi · Ninetta Vad · Tímea Paksy                         | Rosja · Natalja Łobowa · Anastasija Panczenko · Natalja Podolska · Jelena Tierechowa        |

### 500 m K1
| Rok i miejsce    | Złoto                  | Srebro                 | Brąz                   |
| ---------------- | ---------------------- | ---------------------- | ---------------------- |
| 1938 Vaxholm     | Maggie Kalka           | Maj-Britt Bergqvist    | Bodil Thirsted         |
| 1950 Kopenhaga   | Sylvi Saimo            | Karen Hoff             | Fritzi Schwingl        |
| 1954 Mâcon       | Therese Zenz           | Fritzi Schwingl        | Tove Nielsen           |
| 1958 Praga       | Jelizawieta Kisłowa    | Antonina Sieriedina    | Therese Zenz           |
| 1963 Jajce       | Marija Szubina         | Ludmiła Chwiedosiuk    | Hanneliese Spitz       |
| 1966 Berlin      | Ludmiła Pinajewa       | Roswitha Esser         | Anita Kobuß            |
| 1970 Kopenhaga   | Ludmiła Pinajewa       | Mieke Jaapies          | Petra Setzkorn         |
| 1971 Belgrad     | Ludmiła Pinajewa       | Mieke Jaapies          | Petra Setzkorn         |
| 1973 Tampere     | Nina Gopowa            | Petra Borzym           | Victoria Dumitru       |
| 1974 Meksyk      | Anke Ohde              | Nina Gopowa            | Maria Cosma            |
| 1975 Belgrad     | Anke Ohde              | Galina Kreft           | Maria Mihareanu        |
| 1977 Sofia       | Gudrun Dittmar         | Maria Cosma            | Tatjana Korszunowa     |
| 1978 Belgrad     | Roswitha Eberl         | Olga Makarowa          | Maria Cosma            |
| 1979 Duisburg    | Roswitha Eberl         | Galina Aleksiejewa     | Klára Rajnai           |
| 1981 Nottingham  | Birgit Fischer         | Éva Rakusz             | Agneta Andersson       |
| 1982 Belgrad     | Birgit Fischer         | Agneta Andersson       | Éva Rakusz             |
| 1983 Tampere     | Birgit Fischer         | Wania Geszewa          | Maria Ștefan           |
| 1985 Mechelen    | Birgit Schmidt-Fischer | Nelli Jefremowa        | Agneta Andersson       |
| 1986 Montreal    | Wania Geszewa          | Kathrin Giese          | Yvonne Knudsen         |
| 1987 Duisburg    | Birgit Schmidt-Fischer | Izabela Dylewska       | Agneta Andersson       |
| 1989 Płowdiw     | Katrin Borchert        | Izabela Dylewska       | Josefa Idem            |
| 1990 Poznań      | Josefa Idem            | Yvonne Knudsen         | Katrin Borchert        |
| 1991 Paryż       | Katrin Borchert        | Rita Kőbán             | Josefa Idem            |
| 1993 Kopenhaga   | Birgit Schmidt         | Anna Olsson            | Caroline Brunet        |
| 1994 Meksyk      | Birgit Schmidt         | Rita Kőbán             | Josefa Idem            |
| 1995 Duisburg    | Rita Kőbán             | Caroline Brunet        | Susanne Gunnarsson     |
| 1997 Dartmouth   | Caroline Brunet        | Josefa Idem            | Ursula Profanter       |
| 1998 Segedyn     | Caroline Brunet        | Katrin Borchert        | Josefa Idem            |
| 1999 Mediolan    | Caroline Brunet        | Josefa Idem            | Rita Kőbán             |
| 2001 Poznań      | Josefa Idem            | Katrin Borchert        | Katalin Kovács         |
| 2002 Sewilla     | Katalin Kovács         | Caroline Brunet        | Josefa Idem            |
| 2003 Gainesville | Katalin Kovács         | Caroline Brunet        | Aneta Pastuszka        |
| 2005 Zagrzeb     | Nicole Reinhardt       | Karen Furneaux         | Erzsébet Viski         |
| 2006 Segedyn     | Dalma Benedek          | Josefa Idem            | Zhong Hongyan          |
| 2007 Duisburg    | Katalin Kovács         | Anne Rikala            | Katrin Wagner-Augustin |
| 2009 Dartmouth   | Katalin Kovács         | Katrin Wagner-Augustin | Josefa Idem            |
| 2010 Poznań      | Inna Osypenko          | Natasa Janics          | Rachel Cowthorn        |
| 2011 Segedyn     | Nicole Reinhardt       | Danuta Kozák           | Inna Osypenko          |
| 2013 Duisburg    | Danuta Kozák           | Katrin Wagner-Augustin | Lisa Carrington        |
| 2014 Moskwa      | Danuta Kozák           | Lisa Carrington        | Bridgitte Hartley      |

### 500 m K2
| Rok i miejsce    | Złoto                               | Srebro                                   | Brąz                                    |
| ---------------- | ----------------------------------- | ---------------------------------------- | --------------------------------------- |
| 1938 Vaxholm     | Marta Pavlisová Marta Zvolanková    | Josefa Lehmenkühler Elisabeth Kropp      | Ruth Lange Bodil Thirstedt              |
| 1948 Londyn      | Karen Hoff Bodil Svendsen           | Marta Kohoutová Růžena Košťálová         | Fritzi Schwingl Gertrude Liebhart       |
| 1950 Kopenhaga   | Sylvi Saimo Greta Grönholm          | Gertrude Liebhart Fritzi Schwingl        | Ingrid Wallgren Lisa Lundberg           |
| 1954 Mâcon       | Hilda Pinter Klára Bánfalvi         | Valéria Lieszkowszky Vilma Egresi        | Lisa Schwarz Gisela Amail               |
| 1958 Praga       | Nina Gruzincewa Marija Szubina      | Antonina Sieriedina Jelizawieta Kisłowa  | Therese Zenz Ingrid Hartmann            |
| 1963 Jajce       | Roswitha Esser Annemarie Zimmermann | Marija Szubina Ludmiła Chwiedosiuk       | Walentina Bizak Lubow Siniczina         |
| 1966 Berlin      | Anita Kobuß Helga Ulze              | Marija Szubina Antonina Sieriedina       | Katalin Benkő Anna Pfeffer              |
| 1970 Kopenhaga   | Renate Breuer Roswitha Esser        | Ludmiła Biesrukowa Tamara Żymanska       | Petra Setzkorn Petra Grabowski          |
| 1971 Belgrad     | Anna Pfeffer Katalin Hollósy        | Petra Setzkorn Petra Grabowski           | Tamara Popowa Kateryna Kuryszko         |
| 1973 Tampere     | Ilse Kaschube Petra Borzym          | Ludmiła Pinajewa Nina Gopowa             | Anna Pfeffer Ilona Tőzsér               |
| 1974 Meksyk      | Bärbel Köster Anke Ohde             | Viorica Dumitru Maria Nichiforov         | Ilona Tőzsér Mária Zakariás             |
| 1975 Belgrad     | Bärbel Köster Carola Zirzow         | Galina Kreft Kateryna Nahirna            | Maria Kazanecka Katarzyna Kulczak       |
| 1977 Sofia       | Marion Rösiger Martina Fischer      | Agafia Orlov Nastasia Nichitov           | Wania Geszewa Diana Christowa           |
| 1978 Belgrad     | Marion Rösiger Birgit Fischer       | Natalja Kałasznikowa Nina Doroch         | Agafia Orlov Nastasia Nichitov          |
| 1979 Duisburg    | Natalja Kałasznikowa Nina Doroch    | Marion Rösiger Martina Bischof           | Agafia Orlov Nastasia Nichitov          |
| 1981 Nottingham  | Birgit Fischer Carsta Kühn          | Agneta Andersson Susanne Wiberg          | Agafia Buhaev Maria Ștefan              |
| 1982 Belgrad     | Birgit Fischer Bettina Streussel    | Katalin Povazsan Erika Géczy             | Karin Olsson Agneta Andersson           |
| 1983 Tampere     | Birgit Fischer Carsta Kühn          | Katalin Povazsan Erika Géczy             | Agneta Andersson Susanne Wiberg         |
| 1985 Mechelen    | Birgit Schmidt Carsta Kühn          | Éva Rakusz Rita Kőbán                    | Annemiek Derckx Annemarie Cox           |
| 1986 Montreal    | Katalin Povazsan Erika Mészáros     | Nelli Korbukowa Tatjana Żystowa          | Wania Geszewa Diana Paliski             |
| 1987 Duisburg    | Birgit Schmidt Anke Nothnagel       | Annemiek Derckx Annemarie Cox            | Ognjana Petrowa Iwanka Muerowa          |
| 1989 Płowdiw     | Anke Nothnagel Heike Singer         | Éva Dónusz Erika Mészáros                | Irina Sołomikowa Galina Sawienko        |
| 1990 Poznań      | Ramona Portwich Anke von Seck       | Éva Dónusz Erika Mészáros                | Katrin Borchert Monika Bunke            |
| 1991 Paryż       | Ramona Portwich Anke von Seck       | Éva Dónusz Erika Mészáros                | Agneta Andersson Anna Olsson            |
| 1993 Kopenhaga   | Agneta Andersson Anna Olsson        | Kinga Czigány Szilvia Mednyánszky        | Ramona Portwich Anett Schuck            |
| 1994 Meksyk      | Elżbieta Urbańczyk Barbara Hajcel   | Kinga Czigány Szilvia Mednyánszky        | Birgit Schmidt Daniela Gleue            |
| 1995 Duisburg    | Ramona Portwich Anett Schuck        | Izabela Dylewska Elżbieta Urbańczyk      | Susanne Rosenqvist Susanne Gunnarsson   |
| 1997 Dartmouth   | Birgit Fischer Anett Schuck         | Anna Wood Katrin Borchert                | Beatriz Manchón Izaskun Aramboru        |
| 1998 Segedyn     | Anna Wood Katrin Borchert           | Birgit Fischer Anett Schuck              | Kinga Dekany Rita Kőbán                 |
| 1999 Mediolan    | Beata Sokołowska Aneta Pastuszka    | Caroline Brunet Karen Furneaux           | Katalin Kovács Szilvia Szabó            |
| 2001 Poznań      | Szilvia Szabó Kinga Bóta            | Beata Sokołowska Aneta Pastuszka         | Sonia Molanes Beatriz Manchón           |
| 2002 Sewilla     | Szilvia Szabó Kinga Bóta            | Katrin Wagner Manuela Mucke              | Sonia Molanes Beatriz Manchón           |
| 2003 Gainesville | Szilvia Szabó Kinga Bóta            | Bonka Pindzewa Deljana Daczewa           | Beata Sokołowska-Kulesza Joanna Skowroń |
| 2005 Zagrzeb     | Katalin Kovács Natasa Janics        | Viktoria Schwarz Petra Schlitzer         | Anne-Laure Viard Marie Delattre         |
| 2006 Segedyn     | Katalin Kovács Natasa Janics        | Michala Mrůzková Jana Bláhová            | Fanny Fischer Gesine Ruge               |
| 2007 Duisburg    | Fanny Fischer Nicole Reinhardt      | Tímea Paksy Dalma Benedek                | Anne-Laure Viard Marie Delattre         |
| 2009 Dartmouth   | Danuta Kozák Gabriella Szabó        | Fanny Fischer Nicole Reinhardt           | Sofia Paldanius Josefin Nordlöw         |
| 2010 Poznań      | Danuta Kozák Gabriella Szabó        | Juliana Sałachowa Anastasija Siergiejewa | Yvonne Schuring Victoria Schwarz        |
| 2011 Segedyn     | Yvonne Schuring Viktoria Schwarz    | Franziska Weber Tina Dietze              | Beata Mikołajczyk Aneta Konieczna       |
| 2013 Duisburg    | Franziska Weber Tina Dietze         | Katalin Kovács Natasa Dusev-Janics       | Karolina Naja Beata Mikołajczyk         |
| 2014 Moskwa      | Gabriella Szabó Tamara Csipes       | Nikolina Moldovan Olivera Moldovan       | Karolina Naja Beata Mikołajczyk         |

### 500 m K4
| Rok i miejsce    | Złoto                                                                                | Srebro                                                                                  | Brąz                                                                                     |
| ---------------- | ------------------------------------------------------------------------------------ | --------------------------------------------------------------------------------------- | ---------------------------------------------------------------------------------------- |
| 1963 Jajce       | ZSRR · Walentina Bizak · Ludmiła Chwiedosiuk · Marija Szubina · Antonina Sieriedina  | RFN · Roswitha Esser · Erika Felten · Ingrid Hartmann · Annemarie Zimmermann            | NRD · Marion Knobba · Anita Nüßner · Charlotte Seidelmann · Helga Ulze                   |
| 1966 Berlin      | ZSRR · Marija Szubina · Antonina Sieriedina · Ludmiła Pinajewa · Nadieżda Lewczenko  | RFN · Sigrid Kummer · Roswitha Esser · Irene Rozema · Renate Breuer                     | NRD · Käthe Pohland · Karin Haftenberger · Anita Kobuß · Helga Ulze                      |
| 1970 Kopenhaga   | ZSRR · Ludmiła Biezrukowa · Tamara Szymanska · Natalja Bojko · Nineli Wakuła         | NRD · Petra Grabowski · Anita Kobuß · Gisa Losch · Petra Setzkorn                       | RFN · Renate Breuer · Roswitha Esser · Irene Pepinghege · Heiderose Wallbaum             |
| 1971 Belgrad     | ZSRR · Kateryna Kuryszko · Natalja Bojko · Julija Riabczynska · Ludmiła Pinajewa     | RFN · Renate Breuer · Roswitha Esser · Irene Pepinghege · Heiderose Wallbaum            | NRD · Petra Setzkorn · Marion Grupe · Bettina Müller · Petra Grabowski                   |
| 1973 Tampere     | ZSRR · Ludmiła Pinajewa · Nina Gopowa · Łarysa Kabakowa · Tamara Popowa              | Węgry · Anna Pfeffer · Ilona Tőzsér · Erzsébet Horváth · Mária Zakariás                 | Rumunia · Viorica Dumitru · Maria Nichiforov · Maria Cosma · Maria Ivanov                |
| 1974 Meksyk      | NRD · Ilse Kaschube · Bärbel Köster · Anke Ohde · Carola Zirzow                      | ZSRR · Nina Gopowa · Łarysa Kabakowa · Tatjana Korszunowa · Galina Kreft                | Rumunia · Viorica Dumitru · Maria Nichiforov · Maria Cosma · Agafia Orlov                |
| 1975 Belgrad     | NRD · Bärbel Köster · Anke Ohde · Bettina Müller · Carola Zirzow                     | ZSRR · Łarisa Biesnicka · Galina Kreft · Kateryna Nahirna · Nadieżda Trachimienok       | Węgry · Ilona Tőzsér · Mária Zakariás · Klára Rajnai · Ágnes Pozsonyi                    |
| 1977 Sofia       | Bułgaria · Maria Minczewa · Roza Bochanowa · Welicza Minczewa · Natasza Janakiewa    | NRD · Marion Rösiger · Martina Fischer · Sabine Pochert · Gudrun Klaus-Dittmar          | ZSRR · Taisija Łaptiewa · Galina Żykariewa · Tatjana Korszunowa · Nina Doroch            |
| 1978 Belgrad     | NRD · Marion Rösiger · Roswitha Eberl · Carsta Genäuss · Birgit Fischer              | Bułgaria · Wania Geszewa · Maria Minczewa · Natasza Janakiewa · Iliana Nikołowa         | Rumunia · Agafia Orlov · Nastasia Nichitov · Maria Nicolae · Nastasia Buri               |
| 1979 Duisburg    | NRD · Marion Rösiger · Martina Bischof · Birgit Fischer · Roswitha Eberl             | ZSRR · Galina Aleksiejewa · Nadieżda Trachimienok · Tatjana Korżunowa · Łarisa Nadwiga  | Rumunia · Agafia Orlov · Nastasia Nichitov · Maria Nicolae · Adriana Tarasov             |
| 1981 Nottingham  | NRD · Birgit Fischer · Carsta Kühn · Kathrin Stoll · Roswitha Eberl                  | ZSRR · Natalja Fiłonicz · Łarisa Nadwiga · Inna Szypulina · Lubow Oriechowa             | Szwecja · Karin Olsson · Agneta Andersson · Susanne Wiberg · Eva Karlsson                |
| 1982 Belgrad     | NRD · Birgit Fischer · Bettina Streussel · Roswitha Eberl · Kathrin Giese            | ZSRR · Inna Szypulina · Nelli Jefremowa · Jekatierina Gołubiewa · Lubow Komkowa         | Węgry · Ágnes Dragos · Erika Géczi · Katalin Povazsan · Éva Rakusz                       |
| 1983 Tampere     | NRD · Birgit Schmidt · Carsta Kühn · Ramona Walther · Kathrin Giese                  | ZSRR · Inna Szypulina · Nelli Jefremowa · Natalja Kałasznikowa · Galina Aleksiejewa     | Rumunia · Tecla Borcănea · Agafia Buhaev · Nastasia Ionescu · Maria Ștefan               |
| 1985 Mechelen    | NRD · Birgit Schmidt · Carsta Kühn · Heike Singer · Kathrin Giese                    | ZSRR · Jelena Dudina · Nelli Jefremowa · Irina Sałomykowa · Guinara Żarafutdinowa       | Węgry · Katalin Gyulai · Erika Géczi · Éva Rakusz · Rita Kőbán                           |
| 1986 Montreal    | Węgry · Erika Géczi · Erika Mészáros · Rita Kőbán · Éva Rakusz                       | ZSRR · Nelli Korbukowa · Anżela Nadtoczajewa · Tatjana Żystowa · Olga Słapnia           | Rumunia · Tecla Borcănea · Luminata Munteanu · Marina Ciucur · Anna Larie                |
| 1987 Duisburg    | NRD · Birgit Schmidt · Anke Nothnagel · Ramona Portwch · Ines Rudolph                | Węgry · Erika Géczi · Rita Kőbán · Katalin Povazsan · Éva Rakusz                        | ZSRR · Irina Sałomykowa · Olga Słapnia · Guinara Żarafutdinowa · Snieguolė Narevičiūtė   |
| 1989 Płowdiw     | NRD · Katrin Borchert · Monika Bunke · Heike Singer · Anke Nothnagel                 | Węgry · Katalin Gyulai · Henriette Huber · Rita Kőbán · Erika Mészáros                  | ZSRR · Aleksandra Apanowicz · Nadieżda Kowbalewicz · Irina Sałomykowa · Galina Sawienko  |
| 1990 Poznań      | NRD · Silke Bull · Ramona Portwich · Heike Rabenow · Anke von Seck                   | Węgry · Éva Dónusz · Henriette Huber · Rita Kőbán · Erika Mészáros                      | RFN · Marcella Bednar · Katrin Borchert · Monika Bunke · Catrin Fischer                  |
| 1991 Paryż       | Niemcy · Katrin Borchert · Monika Bunke · Ramona Portwich · Anke von Seck            | Węgry · Éva Dónusz · Katalin Gyulay · Rita Kőbán · Erika Mészáros                       | Chiny · Lui Qingilan · Ning Menghua · Wang Jing · Wen Yangfang                           |
| 1993 Kopenhaga   | Niemcy · Birgit Schmidt · Ramona Portwich · Anett Schuck · Daniela Gleue             | Szwecja · Agneta Dnersson · Anna Olsson · Maria Haglund · Susanne Rosenqvist            | Węgry · Kinga Czigány · Éva Dónusz · Rita Kőbán · Erika Mészáros                         |
| 1994 Meksyk      | Niemcy · Birgit Schmidt · Ramona Portwich · Anett Schuck · Daniela Gleue             | Węgry · Éva Dónusz · Kinga Czigány · Rita Kőbán · Szilvia Mednyánszky                   | Szwecja · Anna Olsson · Susanne Rosenqvist · Maria Haglund · Ingela Ericsson             |
| 1995 Duisburg    | Niemcy · Manuela Mucke · Ramona Portwich · Birgit Schmidt · Anett Schuck             | Chiny · Xiang Bangdi · Bei Gaobei · Ying Dong · Qin Zhang                               | Węgry · Éva Dónusz · Kinga Czigány · Rita Kőbán · Szilvia Mednyánszky                    |
| 1997 Dartmouth   | Niemcy · Birgit Fischer · Anett Schuck · Katrin Kieseler · Katrin Wagner             | Węgry · Kinga Dekany · Szilvia Szabó · Andrea Barocsi · Katalin Kovács                  | Hiszpania · Beatriz Manchón · Belen Sánchez · Ana María Penas · Izaskum Aramburu         |
| 1998 Segedyn     | Niemcy · Birgit Fischer · Anett Schuck · Manuela Mucke · Marcela Bednar              | Węgry · Kinga Dekany · Silvia Szabó · Andrea Barocsi · Katalin Kovács                   | Hiszpania · Beatriz Manchón · Izaskum Aramburu · Ana María Penas · Belen Sánchez         |
| 1999 Mediolan    | Węgry · Katalin Kovács · Erzsébet Viski · Szilvia Szabó · Rita Kőbán                 | Niemcy · Birgit Fischer · Anett Schuck · Manuela Mucke · Katrin Wagner                  | Polska · Beata Sokołowska · Aneta Pastuszka · Aneta Michalak · Joanna Skowroń            |
| 2001 Poznań      | Węgry · Katalin Kovács · Szilvia Szabó · Kinga Bóta · Erzsébet Viski                 | Niemcy · Manuela Mucke · Katrin Wagner · Anett Schuck · Nadine Opgen-Rhein              | Hiszpania · María García · Belen Sánchez · Teresa Portela · Ana María Penas              |
| 2002 Sewilla     | Węgry · Katalin Kovács · Szilvia Szabó · Kinga Bóta · Erzsébet Viski                 | Niemcy · Katrin Wagner · Anett Schuck · Manuela Mucke · Maike Nollen                    | Hiszpania · Teresa Portela · Sonia Molanes · Beatariz Manchón · Maria García             |
| 2003 Gainesville | Węgry · Katalin Kovács · Szilvia Szabó · Erzsébet Viski · Kinga Bóta                 | Polska · Karolina Sadalska · Małgorzata Czajczyńska · Aneta Białkowska · Joanna Skowroń | Hiszpania · María García · Beatriz Manchon · Jana Šmidáková · Teresa Portela             |
| 2005 Zagrzeb     | Niemcy · Judith Hormann · Conny Waßmuth · Carolin Leonhardt · Katrin Wagner-Augustin | Polska · Iwona Pyżalska · Joanna Skowroń · Aneta Konieczna · Aneta Białkowska           | Węgry · Dalma Benedek · Kinga Bóta · Szilvia Szabó · Tímea Paksy                         |
| 2006 Segedyn     | Węgry · Tímea Paksy · Katalin Kovács · Krisztina Fazekas · Natasa Janics             | Niemcy · Katrin Wagner-Augustin · Carolin Leonhardt · Conny Waßmuth · Judith Hörmann    | Rumunia · Mariana Ciobanu · Lidia Talpa · Florica Vulpes · Alina Platon                  |
| 2007 Duisburg    | Niemcy · Carolin Leonhardt · Conny Waßmuth · Katrin Wagner-Augustin · Maren Knebel   | Węgry · Tímea Paksy · Katalin Kovács · Krisztina Fazekas · Dalma Benedek                | Polska · Monika Borowicz · Aneta Konieczna · Małgorzata Chojnacka · Ewelina Wojnarowska  |
| 2009 Dartmouth   | Węgry · Natasa Janics · Katalin Kovács · Danuta Kozák · Dalma Benedek                | Niemcy · Carolin Leonhardt · Nicole Reinhardt · Katrin Wagner-Augustin · Tina Dietze    | Hiszpania · Beatriz Manchón · Teresa Portela · Jana Šmidáková · Sonia Molanes            |
| 2010 Poznań      | Węgry · Natasa Janics · Tamara Cispes · Katalin Kovács · Dalma Benedek               | Niemcy · Fanny Fischer · Nicole Reinhardt · Katrin Wagner-Augustin · Tina Dietze        | Polska · Karolina Naja · Aneta Konieczna · Sandra Pawełczak · Magdalena Krukowska        |
| 2011 Segedyn     | Węgry · Gabriella Szabó · Danuta Kozák · Katalin Kovács · Dalma Benedek              | Niemcy · Carolin Leonhardt · Silke Hörmann · Franziska Weber · Tina Dietze              | Białoruś · Iryna Pamiałowa · Nadzieja Papok · Wolha Chudzienka · Maryna Pautaran         |
| 2013 Duisburg    | Węgry · Gabriella Szabó · Danuta Kozák · Krisztina Fazekas Zur · Ninetta Vad         | Niemcy · Franziska Weber · Tina Dietze · Katrin Wagner-Augustin · Verena Hantl          | Białoruś · Marharyta Ciszkiewicz · Nadzieja Papok · Wolha Chudzienka · Maryna Litwinczuk |
| 2014 Moskwa      | Węgry · Anna Kárász · Danuta Kozák · Gabriella Szabó · Ninetta Vad                   | Polska · Edyta Dzieniszewska · Beata Mikołajczyk · Karolina Naja · Marta Walczykiewicz  | Białoruś · Wolha Chudzienka · Nadzieja Papok · Maryna Pautaran · Marharyta Ciszkiewicz   |

### 1000 m K1
| Rok i miejsce    | Złoto                  | Srebro                 | Brąz                  |
| ---------------- | ---------------------- | ---------------------- | --------------------- |
| 1997 Dartmouth   | Caroline Brunet        | Josefa Idem            | Ursula Profanter      |
| 1998 Segedyn     | Josefa Idem            | Caroline Brunet        | Katrin Borchert       |
| 1999 Mediolan    | Caroline Brunet        | Josefa Idem            | Katalin Kovács        |
| 2001 Poznań      | Josefa Idem            | Katrin Wagner          | Katrin Borchert       |
| 2002 Sewilla     | Katalin Kovács         | Katrin Wagner          | Josefa Idem           |
| 2003 Gainesville | Katalin Kovács         | Katrin Wagner          | Lior Karmi            |
| 2005 Zagrzeb     | Katrin Wagner-Augustin | Dalma Benedek          | Karen Furneaux        |
| 2006 Segedyn     | Dalma Benedek          | Katrin Wagner-Augustin | Michala Mrůzková      |
| 2007 Duisburg    | Katalin Kovács         | Friederike Leue        | Sofia Paldanius       |
| 2009 Dartmouth   | Katalin Kovács         | Franziska Weber        | Bridgitte Hartley     |
| 2010 Poznań      | Franziska Weber        | Katalin Kovács         | Sofia Paldanius       |
| 2011 Segedyn     | Tamara Csipes          | Krisztina Fazekas Zur  | Naomi Flood           |
| 2013 Duisburg    | Erika Medveczky        | Verena Hantl           | Edyta Dzieniszewska   |
| 2014 Moskwa      | Teneale Hatton         | Tamara Csipes          | Dalma Ružičić-Benedek |

### 1000 m K2
| Rok i miejsce    | Złoto                                  | Srebro                                   | Brąz                                           |
| ---------------- | -------------------------------------- | ---------------------------------------- | ---------------------------------------------- |
| 1997 Dartmouth   | Birgit Fischer Marcela Bednar          | Anna Wood Katrin Borchert                | Izabela Dylewska-Swiatowiak Elżbieta Urbańczyk |
| 1998 Segedyn     | Anna Wood Katrin Borchert              | Birgit Fischer Ute Plessmann             | Anna Karlsson Susanne Gunnarsson               |
| 1999 Mediolan    | Anna Wood Katrin Borchert              | Manuela Mucke Katrin Wagner              | Kinga Bóta Andrea Barosci                      |
| 2001 Poznań      | Manuela Mucke Nadine Opgen-Rhein       | Katrin Borchert Katrin Kieseler          | Beatriz Manchón Sonia Molanes                  |
| 2002 Sewilla     | Szilvia Szabó Kinga Bóta               | Nadine Opgen-Rhein Manuela Mucke         | Adi Gafni Larissa Pessakhovitch                |
| 2003 Gainesville | Tímea Paksy Dalma Benedek              | Manuela Mucke Nadine Opgen-Rhein         | Caroline Brunet Mylanie Barre                  |
| 2005 Zagrzeb     | Katalin Kovács Natasa Janics           | Nadine Opgen-Rhein Maike Nollen          | Joanna Skowroń Aneta Białkowska                |
| 2006 Segedyn     | Katalin Kovács Natasa Janics           | Zhu Minyuan Yang Yali                    | Hanna Puszkowa Natallia Bandarenka             |
| 2007 Duisburg    | Gesine Ruge Judith Hörmann             | Ewelina Wojnarowska Małgorzata Chojnacka | Danuta Kozák Gabriella Szabó                   |
| 2009 Dartmouth   | Małgorzata Chojnacka Beata Mikołajczyk | Tina Dietze Carolin Leonhardt            | Dalma Benedek Erika Medveczky                  |
| 2010 Poznań      | Gabriella Szabó Tamara Cispes          | Silke Hörmann Carolin Leonhardt          | Juliana Sałachowa Anastasija Siergiejewa       |
| 2011 Segedyn     | Anne Knorr Debora Niche                | Berenike Faldum Daniela Nedewa           | Alíz Sarudi Erika Medveczky                    |
| 2013 Duisburg    | Gabriella Szabó Krisztina Fazekas Zur  | Carolin Leonhardt Conny Waßmuth          | Irina Lauric Bianca Plesca                     |
| 2014 Moskwa      | Henriette Engel Hansen Emma Jørgensen  | Alaksandra Hryszyna Sofija Jurczanka     | Erika Medveczky Alíz Sarudi                    |

### 5000 m K1
| Rok i miejsce  | Złoto              | Srebro           | Brąz             |
| -------------- | ------------------ | ---------------- | ---------------- |
| 1989 Płowdiw   | Katrin Borchert    | Izabela Dylewska | Josefa Idem      |
| 1990 Poznań    | Katrin Borchert    | Josefa Idem      | Irina Sałomykowa |
| 1991 Paryż     | Josefa Idem        | Anna Wood        | Katrin Borchert  |
| 1993 Kopenhaga | Susanne Gunnarsson | Rita Kőbán       | Birgit Schmidt   |
| 2010 Poznań    | Vivien Folláth     | Maryna Pautaran  | Anne Rikala      |
| 2011 Segedyn   | Tamara Csipes      | Lani Belcher     | Maryna Pautaran  |
| 2013 Duisburg  | Teneale Hatton     | Renáta Csay      | Anne Rikala      |
| 2014 Moskwa    | Louisa Sawers      | Maryna Pautaran  | Renáta Csay      |

## Konkurencje już nierozgrywane

### 200 m K4
| Rok i miejsce  | Złoto                                                                                   | Srebro                                                                                       | Brąz                                                                              |
| -------------- | --------------------------------------------------------------------------------------- | -------------------------------------------------------------------------------------------- | --------------------------------------------------------------------------------- |
| 1994 Meksyk    | Węgry · Éva Dónusz · Szilvia Mednyánszky · Éva Laky · Rita Kőbán                        | Niemcy · Birgit Schmidt · Anett Schuck · Ramona Portwich · Daniela Gleue                     | Kanada · Caroline Brunet · Klara MacAskill · Alison Herst · Corrina Kennedy       |
| 1995 Duisburg  | Kanada · Caroline Brunet · Alison Herst · Corrina Kennedy · Marie-Josée Gibeau          | Niemcy · Manuela Mucke · Ramona Portwich · Birgit Schmidt · Anett Schuck                     | Szwecja · Ingela Eriksson · Maria Haglund · Anna Olsson · Susanne Rosenqvist      |
| 1997 Dartmouth | Niemcy · Birgit Fischer · Anett Schuck · Manuela Mucke · Katrin Wagner                  | Kanada · Karen Furneaux · Corrina Kennedy · Danica Rice · Marie-Josée Gibeau                 | Szwecja · Anna Karlsson · Ingela Eriksson · Maria Haglund · Susanne Rosenqvist    |
| 1998 Segedyn   | Węgry · Kinga Dekany · Erzsébet Viski · Rita Kőbán · Katalin Kovács                     | Szwecja · Anna Karlsson · Susanne Gunnarsson · Ingela Ericsson · Maria Haglund               | Rosja · Natalja Gulij · Jelena Tisina · Łarisa Piejsachowicz · Tatjana Tiszczenko |
| 1999 Mediolan  | Węgry · Katalin Kovács · Erzsébet Viski · Szilvia Szabó · Rita Kőbán                    | Rosja · Natalja Gulij · Olga Tiszczenko · Tatjana Tiszczenko · Galina Porywajewa             | Polska · Beata Sokołowska · Aneta Pastuszka · Agata Piszcz · Aneta Michalak       |
| 2001 Poznań    | Węgry · Kinga Dekany · Krisztina Fazekas · Erzsébet Viski · Katalin Kovács              | Hiszpania · Teresa Portela · María García · Belen Sánchez · Ana María Penas                  | Polska · Karolina Sadalska · Aneta Pastuszka · Dorota Kuczkowska · Joanna Skowroń |
| 2002 Sewilla   | Węgry · Natasa Janics · Szilvia Szabó · Kinga Bóta · Tímea Paksy                        | Hiszpania · Teresa Portela · Sonia Molanes · Beatriz Manchón · Maria García                  | Niemcy · Katrin Wagner · Anett Schuck · Manuela Mucke · Make Nollen               |
| 2005 Zagrzeb   | Niemcy · Carolin Leonhardt · Nicole Reinhardt · Judith Hormann · Katrin Wagner-Augustin | Polska · Iwona Pyżalska · Małgorzata Czajczyńska · Joanna Skowroń · Beata Sokołowska-Kulesza | Hiszpania · Isabel García · Ana Varela · Jana Šmidáková · Teresa Portela          |
| 2006 Segedyn   | Węgry · Tímea Paksy · Katalin Kovács · Natasa Janics · Melinda Patyi                    | Niemcy · Carolin Leonhardt · Conny Waßmuth · Judith Hormann · Nicole Reinhardt               | Szwecja · Josefin Nordlöw · Sofia Paldanius · Karin Johansson · Anna Karlsson     |
| 2007 Duisburg  | Niemcy · Carolin Leonhardt · Conny Waßmuth · Katrin Wagner-Augustin · Maren Knebel      | Węgry · Tímea Paksy · Katalin Kovács · Krisztina Fazekas · Melinda Patyi                     | Serbia · Miljana Knežević · Antonija Panda · Renata Kubik · Marta Tibor           |
| 2009 Dartmouth | Niemcy · Carolin Leonhardt · Conny Waßmuth · Katrin Wagner-Augustin · Tina Dietze       | Węgry · Zomilla Hegyi · Krisztina Fazekas · Natasa Janics · Tímea Paksy                      | Portugalia · Beatriz Gomes · Helena Rodrigues · Teresa Portela · Joana Sousa      |

### 1000 m K4
| Rok i miejsce    | Złoto                                                                            | Srebro                                                                             | Brąz                                                                               |
| ---------------- | -------------------------------------------------------------------------------- | ---------------------------------------------------------------------------------- | ---------------------------------------------------------------------------------- |
| 2001 Poznań      | Węgry · Kinga Dekany · Szilvia Szabó · Erzsébet Viski · Kinga Bóta               | Polska · Karolina Sadalska · Aneta Białkowska · Dorota Kuczkowska · Joanna Skowroń | Ukraina · Hanna Bałabanowa · Natalija Fiklisowa · Inna Osypenko · Tetiana Semikina |
| 2002 Sewilla     | Polska · Aneta Pastuszka · Joanna Skowroń · Karolina Sadalska · Aneta Białkowska | Chiny · Zhong Hongyan · Fan Lina · Gao Li · Xu Linbei                              | Węgry · Tímea Paksy · Katalin Móni · Alexandra Keresztesi · Erzsébet Viski         |
| 2003 Gainesville | Węgry · Eszter Rasztótsky · Kinga Dékány · Krisztina Fazekas · Natasa Janics     | Ukraina · Ołena Czerewatowa · Tetiana Semikina · Marija Rałczewa · Inna Osypenko   | Australia · Paula Harvey · Chantal Meek · Amanda Rankin · Katrin Kieseler          |
| 2005 Zagrzeb     | Węgry · Tímea Paksy · Szilvia Szabó · Erzsébet Viski · Kinga Bóta                | Rumunia · Florica Vulpes · Mariana Ciobanu · Lidia Talpa · Alina Platon            | Niemcy · Carolin Leonhardt · Birgit Fischer · Maren Knebel · Judith Hormann        |
| 2006 Segedyn     | Węgry · Tímea Paksy · Alexandra Keresztesi · Natasa Janics · Katalin Kovács      | Niemcy · Carolin Leonhardt · Miriam Frenken · Tanja Schuck · Silke Hörmann         | Chiny · Wang Feng · Yu Lamei · Zhang Jinmei · Jing He                              |
| 2007 Duisburg    | Węgry · Tímea Paksy · Alexandra Keresztesi · Krisztina Fazekas · Dalma Benedek   | Chiny · Wang Feng · Yu Lamei · Yang Yali · Jing He                                 | Niemcy · Gesine Ruge · Friedericke Leue · Marina Schuck · Judith Hörmann           |

### 5000 m K2
| Rok i miejsce  | Złoto                        | Srebro                           | Brąz                                     |
| -------------- | ---------------------------- | -------------------------------- | ---------------------------------------- |
| 1989 Płowdiw   | Monika Bunke Ramona Portwich | Marina Bituleanu Lumineta Hertea | Aleksandra Apanowicz Nadieżda Kowalewicz |
| 1990 Poznań    | Ramona Portwich Anett Schuck | Éva Dónusz Erika Mészáros        | Katarina Koniowska Nelli Korbukowa       |
| 1991 Paryż     | Ramona Portwich Anett Schuck | Maria Haglund Susanne Rosenqvist | Bernadette Bregeon Sabine Gotschy        |
| 1993 Kopenhaga | Ramona Portwich Anett Schuck | Éva Dónusz Erika Mészáros        | Carmen Simion Sanda Toma                 |